# Tron: Legacy Reconfigured
Tron: Legacy Reconfigured é um álbum de remisturas lançado pela gravadora Walt Disney Records em 5 de abril de 2011. O álbum apresenta a remixagem de um certo número de músicas compostas pela dupla Daft Punk para a trilha sonora do filme Tron: O Legado. Reconfigured entrou em várias paradas de sucesso ao redor do mundo, alcançando uma recepção mista por parte da crítica especializada.

## Plano de fundo
O álbum foi lançado de modo a coincidir com a disponibilização de Tron: O Legado para vendas em cópias de DVD e Blu-ray. Em sua versão física, Tron: Legacy Reconfigured foi vendido sozinho em CD ou vinil, mas era possível ainda adquiri-lo comprando uma edição especial que também incluía o filme de 2010, um EP com músicas extras de sua trilha sonora original, uma cópia completa da série limitada conhecida como Tron: Betrayal e um poster da dupla Daft Punk caracterizada como no filme. Uma segunda edição especial chamada "Ultimate Remix Order" trazia ainda um DVD de Tron - Uma Odisseia Eletrônica e pinturas feitas em litografia.
O álbum de remisturas foi anunciado pela Disney no começo de março de 2011 e lançado no dia 5 de abril. Pedro Winter, ex-gerente da banda Daft Punk, ficou descontente com Reconfigured e afirmou que a dupla não se envolveu com o álbum. Em uma carta aberta direcionada à Disney, Winter disse: "Claro que parte dele é boa, e você sabe que tenho amigos meus nesse CD. Mas isso não é suficiente! [...] Eu fico triste de descobrir que a área de A&R da Disney records tem aparentemente comprado a maioria de sua música eletrônica em lojas de aeroporto..."

## Lista de faixas
Todas as músicas compostas por Daft Punk.
| N.º            | Título                     | Remixer(s)            | Duração |  |
| 1.             | "Derezzed"                 | The Glitch Mob        | 4:22    |  |
| 2.             | "Fall"                     | M83 e Big Black Delta | 3:54    |  |
| 3.             | "The Grid"                 | The Crystal Method    | 4:27    |  |
| 4.             | "Adagio for Tron"          | Teddybears            | 5:34    |  |
| 5.             | "The Son of Flynn"         | Ki: Theory            | 4:51    |  |
| 6.             | "C.L.U."                   | Paul Oakenfold        | 4:35    |  |
| 7.             | "The Son of Flynn"         | Moby                  | 6:32    |  |
| 8.             | "End of Line"              | Boys Noize            | 5:40    |  |
| 9.             | "Rinzler"                  | Kaskade               | 6:52    |  |
| 10.            | "ENCOM, Part II"           | Com Truise            | 4:52    |  |
| 11.            | "End of Line"              | Photek                | 5:18    |  |
| 12.            | "Arena"                    | The Japanese Popstars | 6:07    |  |
| 13.            | "Derezzed"                 | Avicii                | 5:03    |  |
| 14.            | "Solar Sailer"             | Pretty Lights         | 4:32    |  |
| 15.            | "Tron Legacy (End Titles)" | Sander Kleinenberg    | 5:04    |  |
| Duração total: | Duração total:             | Duração total:        | 1:17:43 |  |

| Edição Australiana |                |                |         |  |
| N.º                | Título         | Remixer(s)     | Duração |  |
| 11.                | "End of Line"  | Tame Impala    | 5:18    |  |
| Duração total:     | Duração total: | Duração total: | 1:17:43 |  |

## Desempenho
| País           | Parada (2011)                         | Melhor posição |
| -------------- | ------------------------------------- | -------------- |
| Austrália      | Australian Albums                     | 65             |
| Bélgica        | Ultratop Flandres Ultratop Valônia    | 91 100         |
| Canadá         | Canadian Albums                       | 24             |
| Escócia        | Scottish Albums                       | 83             |
| Estados Unidos | Billboard 200 Dance/Electronic Albums | 16 1           |
| Reino Unido    | UK Albums                             | 59             |
| Suécia         | Sverigetopplistan                     | 41             |

| País           | Parada (2011)           | Melhor posição |
| -------------- | ----------------------- | -------------- |
| Estados Unidos | Dance/Electronic Albums | 12             |